# Aphthonoides carinipennis
Aphthonoides carinipennis es un coleóptero de la familia Chrysomelidae.
Fue descrita científicamente por primera vez en 1989 por Scherer.